# Palais de l'agriculture
Le Palais de l'Agriculture de Nice datant du début du XXe siècle. Il est situé au no 113 sur la promenade des Anglais. 

## Historique
Le Palais de l'Agriculture est le siège de la Société centrale d'agriculture, d'horticulture et d'acclimatation de Nice et des Alpes-Maritimes (SCAH), société savante fondée en 1860, association loi de 1901, reconnue d'utilité publique depuis 1894. 
Il a été construit en 1900-1901 sur les plans de l'ingénieur des Arts et Métiers Paul Marin, secrétaire général de la Société centrale d'agriculture, d'horticulture et d'acclimatation de Nice et des Alpes-Maritimes. Il a été inauguré le 8 avril 1901 par le Président de la République Émile Loubet. C'est un témoin de l'architecture Belle Époque sur la promenade des Anglais.
Propriété de la SCAH, l'édifice est inscrit au titre des monuments historiques le 28 mars 1991. Le bâtiment a reçu le label « Patrimoine du XXe siècle ». Sa restauration s'est achevée en 2012.